# Başmakçı
Başmakçı là một huyện thuộc tỉnh Afyonkarahisar, Thổ Nhĩ Kỳ. Huyện có diện tích 443 km² và dân số thời điểm năm 2007 là 11329 người, mật độ 26 người/km².